# Trest smrti v Jemenu
Trest smrti v Jemenu je legální formou trestu. V Jemenu je jeden z nejvyšších počtů poprav v přepočtu na počet obyvatel na světě. Většinou jsou v této zemi popravy vykonávány zastřelením popravčí četou. Příležitostně jsou popravy veřejné. Prezident Jemenu musí ratifikovat všechny rozsudky smrti, vynesené kterýmkoli soudem, před jejich vykonáním a je také jedinou osobou, která může odsouzenci udělit milost.

## Legální postup
Podobně jako v jiných zemích existuje i v jemenském právním systému třístupňová struktura. Na nejnižší úrovni judikatury jsou soudy první instance, které jsou zřízeny tak, aby předsedaly různým druhům případů. Ty sahají od zločinů podle trestního, občanského, obchodního, vojenského a dalšího práva po další různé trestné činy klasifikované jako „zvláštní případy“ podle trestního zákoníku (například únosy či velké krádeže). Po vynesení rozsudku mají jak obžalovaný tak i příbuzní oběti možnost podat odvolání k odvolacímu soudu střední úrovně, který má široké pravomoci zvýšit či zmírnit tresty podle svého uvážení. Pokud právní spor i po vynesení rozsudku odvolacího soudu trvá, je záležitost předložena Nejvyššímu soudu Jemenu jako poslední instanci. V Jemenu soudní procesy neprobíhají před porotou a případy jsou posuzovány pouze jednotlivými soudci.
Přestože jemenská ústava upravuje rozdělení pravomocí mezi různé složky vlády, soudnictví je v praxi podřízeno moci výkonné. Nejvyšší soudní rada je malý výbor zřízený federální vládou, který má dohlížet na záležitosti týkajících se jemenského právního systému. Nejvyšší soudní rada se zodpovídá přímo prezidentovi Jemenu. Rada může přímo jmenovat nebo odvolávat soudce bez jakéhokoliv soudního dohledu. Kromě toho musí prezident ratifikovat všechny rozsudky smrti předtím, než jsou vykonány a je jedinou osobou, která má pravomoc nařídit odklad výkonu trestu.
Jemen uplatňuje právo šaría, které slouží jako základ pro veškerou legislativu v zemi. Mnoho nenásilných hrdelních zločinů, jako homosexualita nebo rouhání, je minimálně částečně odvozeno z přísné interpretace vybraných veršů Koránu. Dalším aspektem islámského původu uznávaným u jemenských soudů je kisás, což je princip islámského práva šaría, který upravuje právo na odplatu za zabití či zranění. To v praxi znamená, že příbuzní oběti vraždy mají možnost buď požadovat trest smrti pro pachatele nebo jej omilostnit za jejich zločiny. Rozsah, v jakém je kisás skutečně vymáhán je otázkou sporu, protože jemenský soudní systém údajně odsuzoval vrahy k trestu smrti přes námitky rodin jeho obětí. Naopak rozsudky smrti byly znovu uplatňovány po počáteční milosti vydané prezidentem v důsledku nátlaku příbuzných.

## Hrdelní trestné činy
Mezi hrdelní trestné činy patří v Jemenu násilné činy jako vražda, znásilnění nebo terorismus, ale teoreticky jej lze použít i v případech islámských nebo „hudúdských“ trestných činů podle práva šaría, jako je cizoložství, sexuálně nevhodné chování, sodomie, prostituce, rouhání a odpadlictví od víry. I pachatelé dalších trestných činů jako únos, násilná loupež, obchod s drogami, banditství, ničení majetku vedoucí k smrti, některé vojenské trestné činy (např. zbabělost nebo dezerce), křivá přísaha vedoucí k nespravedlivé popravě, špionáž či velezrada mohou být odsouzeni k trestu smrti.

## Metody popravy
Jedinou používanou formou popravy v Jemenu je zastřelení. Jemenský trestní zákoník povoluje i ukamenování, oběšení či stětí, nicméně neexistují důkazy o používání ukamenování po několik století.
Standardně jsou odsouzení položeny na zem obličejem dolů a přikryti pokrývkou. Poté malá skupina stráží vyzbrojená automatickými puškami vykoná rozsudek několikanásobnou střelbou do srdce odsouzené osoby. Při střelbě dochází často i ke zničení páteřních obratlů. V některých případech může být odsouzenec před svou popravou zbičován. V Jemenu jsou povoleny veřejné i neveřejné popravy.

## Kritika
K poslední oficiální popravě nezletilého došlo v Jemenu dne 21. července 1993, kdy byl v hlavním městě Saná na základě obvinění z vraždy a loupeže oběšen třináctiletý chlapec. V návaznosti na to jemenská Sněmovna reprezentantů v následujícím roce upravila trestní zákoník tak, že zakázala udílet trest smrti osobám mladším 18 let. Většině Jemenců se však nevydávají rodné listy (podle WHO bylo v roce 2006 v civilním registru narození pouze 22,6 %). Jemenský právní systém je tak značně omezen ve své schopnosti adekvátně zjistit věk obžalovaných v době spáchání trestného činu. Existuje několik zpráv, že mladiství pachatelé jsou v Jemenu stále popravováni.
Mezinárodní ohlas měl případ Muhammeda Tahera Thabeta Samouma, který byl obviněn z vraždy spáchané v červnu 1999 a v září 2001 odsouzen k trestu smrti. Jeho rozsudek potvrdila Nejvyšší soudní rada a podepsal jej prezident Alí Abdalláh Sálih. Odsouzenému bylo v době spáchání trestného činu údajně třináct let. Případu jeho bezprostřední popravy byl kladen zvláštní důraz v usnesení Evropského parlamentu z února 2011 o situaci v oblasti lidských práv v Jemenu.
Kromě poprav mladistvých pachatelů vyjádřily organizace pro lidská práva obavy, že rozsudky smrti jsou vynášeny po nespravedlivých procesech. Úřady údajně občas získávaly doznání nátlakem, za použití metod jako je kruté bití, hrozby znásilněním, zadržování v izolaci a nedostatečným přístupem k jídlu a vodě.